# سيج أس جي 550
الأس جي 550 (بالألمانية: SG 550) هو بندقية اقتحام تصنع من قبل شركة سويس أرمز أي جي السويسرية (أس جي هو اختصار لستورمجيوهر، أي بندقية اقتحام). البندقية مبنية على الأس جي 540 ذات عيار 5.56 مم.[بحاجة لمصدر]
يوجد هناك عدة متغيرات للسلاح. الأس جي 551 مماثل للأس جي 550 و لكن بسبطانة أقصر طوله 363 مم وبوزن 3.6 كج. الاس جي 552 كوماندو أيضا يستخدم سبطانة أقصر طوله 226 مم ووزن السلاح 3.2 كج.